# Overworld
| Оценки критиков  | Оценки критиков |
| Источник         | Оценка          |
| ---------------- | --------------- |
| Archaic-Magazine | [ 1 ]           |
| HardcoreSounds   | [ 2 ]           |
| LordsOfMetal     | (8.9/10)        |
| Metal-Minstrel   | [ 4 ]           |
| Metal Storm      | (8.3/10)        |
| Metal-Temple     | [ 6 ]           |
| PyroMusic        | [ 7 ]           |

Overworld (с англ. — «Рай») — третий студийный альбом шведской рок-группы Machinae Supremacy, выпущенный 13 февраля 2008 года.

## Об альбоме
Альбом был выпущен на лейбле Spinefarm Records, входящем в состав Universal Music Group. Пластинка группы, которая получила известность в середине 2000-х годов, распространяя свои песни в формате MP3, была выдержана в том же узнаваемом стиле. Machinae Supremacy исполняли хеви-метал и пауэр-метал, дополняя его семплами, созданными с помощью звукового чипа SID Commodore64, в результате чего получалось с одной стороны современное, с другой — ретро-звучание, характерное для 8-битных компьютерных приставок.
Новый альбом Overworld вышел через два года после предыдущего Redeemer, опубликованного в 2006 году. Пластинка вышла более тяжёлой, а тексты описывали насущные жизненные вопросы, актуальные для молодого поколения слушателей. Помимо оригинальных композиций, группа выпустила кавер-версию песни «Gimme More» Бритни Спирс, выпущенной годом ранее.

## Список композиций
1. «Overworld» — 4:21
2. «Need for Steve» — 4:11
3. «Edge and Pearl» — 4:00
4. «Radio Future» — 4:40
5. «Skin» — 5:24
6. «Truth of Tomorrow» — 4:35
7. «Dark City» — 5:56
8. «Conveyer» — 3:51
9. «Gimme More (SID)» — 3:32 (кавер на песню Бритни Спирс)
10. «Violator» — 3:04
11. «Sid Icarus» — 3:58 (ремейк «Flight of the Toyota» из Jets’n’Guns Soundtrack)[8]
12. «Stand» — 4:47

## Участники записи
- Роберт Стьернстрём — вокал
- Юнас Рёрлинг — соло-гитара, бэк-вокал
- Андреас Гердин — ритм-гитара
- Юхан Хедлунд — бас-гитара
- Томас Нильсен — ударные